# Kaple svatého Jana a Pavla (Oploty)
Kaple svatého Jana a Pavla je římskokatolická kaple zasvěcená svatým Janu a Pavlovi v Oplotech v okrese Louny. Kaple je chráněna jako kulturní památka. Stojí na jižním okraji návsi.

## Historie
Barokní kaple v Oplotech byla postavena v první polovině 18. století (snad v roce 1731). Ve druhé polovině dvacátého století začala chátrat, až okresní národní výbor v Lounech požádal v roce 1986 o její vyjmutí z památkové ochrany s cílem kapli zbořit. Žádost byla zamítnuta, ale město Podbořany o vynětí znovu neúspěšně požádalo v roce 1993. O rok později proběhla rekonstrukce financovaná lounským okresním úřadem.

## Stavební podoba
Kaple má obdélný půdorys s trojboce zakončeným presbytářem, v jehož vnějších zdech jsou zasazeny figurální reliéfy tzv. morových světců (ochránců před morovou nákazou). Fasády jsou rozčleněné pilastry a okny se štukovými rámy. Uvnitř se nachází oltář s kamenným baldachýnem. Na oltáři bývala socha svaté Anny a lidová soška Madony.

## Okolí kaple
Naproti kapli je u silnice socha svatého Jana Nepomuckého. Stojí na podstavci s reliéfy svatého Floriána, svatého Vojtěcha, svatého Prokopa a svatého Víta.

## Galerie

Reliéfy morových světců
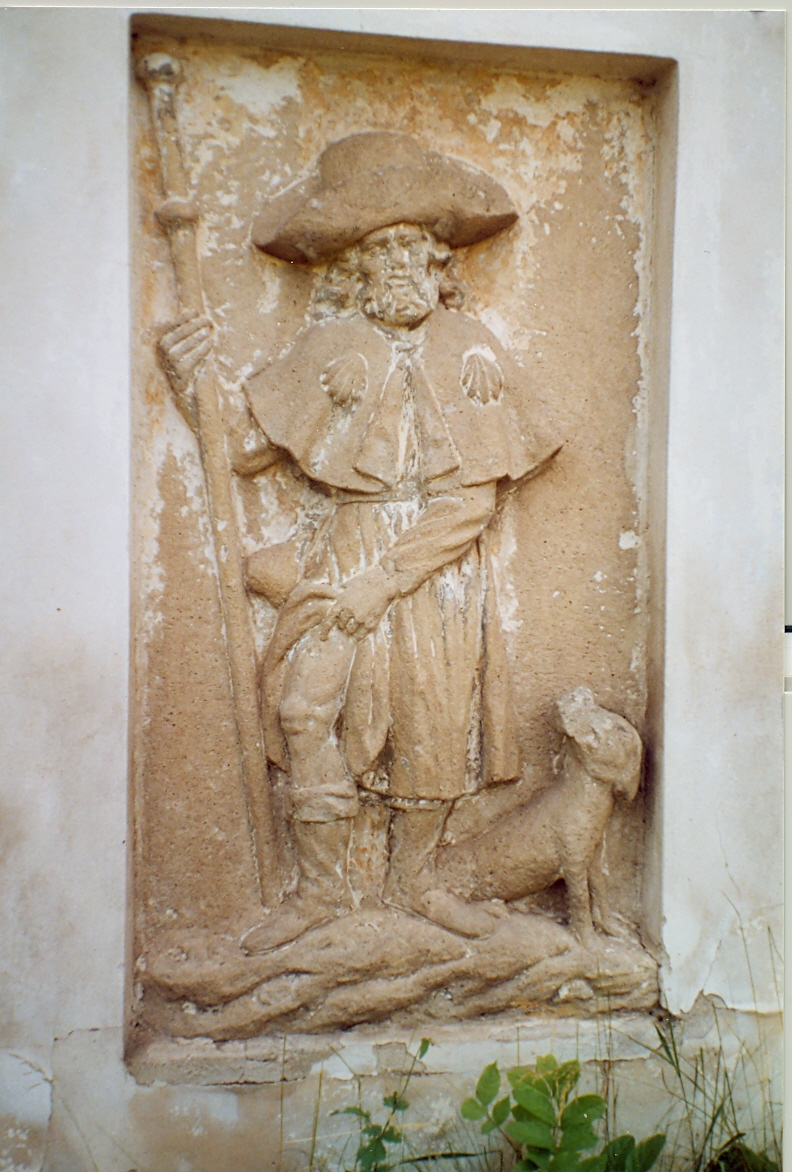
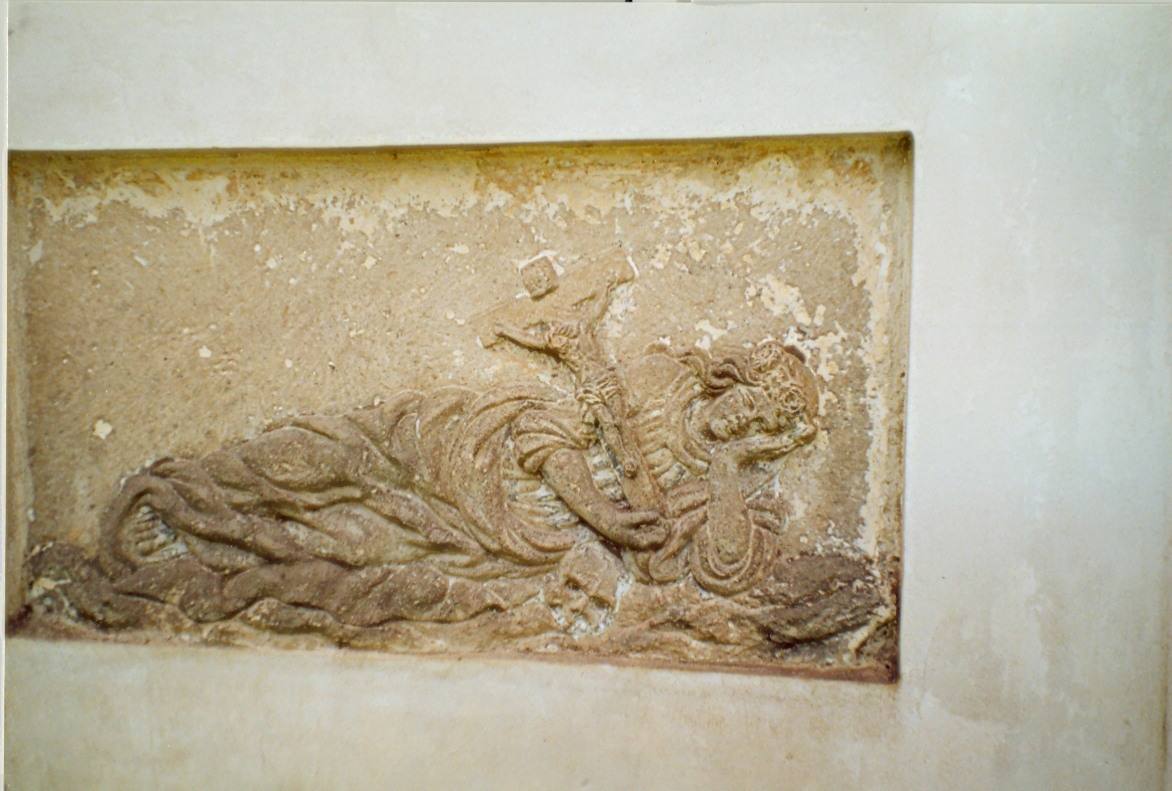
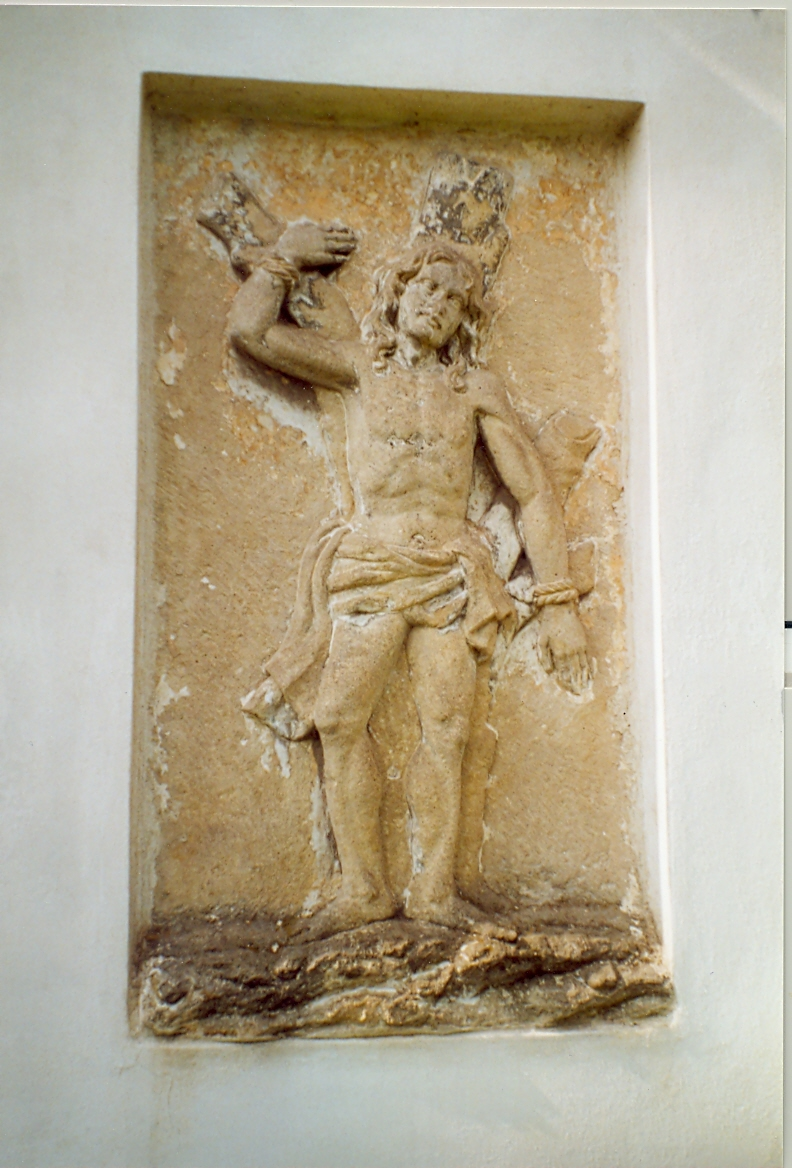